# Балимба
Балимба (фр. Balimba) — деревня и супрефектура в Чаде, расположенная на территории региона Среднее Шари. Входит в состав департамента Бар-Кох.

## Географическое положение
Деревня находится в южной части Чада, на левом берегу реки Ко (приток реки Шари), западнее города Сарх, на высоте 343 метров над уровнем моря.
Балимба расположена на расстоянии приблизительно 480 километров к юго-востоку от столицы страны Нджамены.

## Климат
Климат деревни характеризуется как тропический, с сухой зимой и дождливым летом (Aw в классификации климатов Кёппена). Среднегодовая температура воздуха составляет 27,6 °C. Средняя температура самого холодного месяца (декабря) составляет 25,6 °С, самого жаркого месяца (апреля) — 31,2 °С. Расчётная многолетняя норма осадков — 979 мм. В течение года количество осадков распределено неравномерно, основная их масса выпадает в период с мая по октябрь. Наибольшее количество осадков выпадает в августе (243 мм).

## Население
По данным официальной переписи 2009 года численность населения Балимбы составляла 57 550 человек (28 311 мужчин и 29 239 женщин). Население супрефектуры по возрастному диапазону распределилось следующим образом: 51,1 % — жители младше 15 лет, 45,4 % — между 15 и 59 годами и 3,5 % — в возрасте 60 лет и старше.

## Транспорт
К востоку от деревни расположен аэропорт (IATA: SRH, ICAO: FTTA).